# Desly Hill
Desly Hill (Perth, 16 augustus 1971) is een Australisch inlineskatecoach en trainer. Tot en met seizoen 2015/2016 bij de schaatsploeg Team Stressless.

## Biografie
Hill studeerde in Queensland de studie Masters in Elite Sports Coaching. Als wereldkampioene inline-skaten van 1992 op de 300 meter deed ze vanaf 1999 ervaring op als trainer van Australiërs als Joshua Lose, Daniel Greig en Brooke Lochland. In 2004 kwam ze naar Nederland om bondscoach van de inline-selectie te worden. In juli 2009 is Hill geslaagd voor haar schaatstrainer-coach niveau 4 opleiding van de KNSB. In seizoen 2012/2013 was ze assistent-trainer bij Team Liga van Marianne Timmer. In februari 2013 verlengde ze haar contract als bondscoach inlineskaten, maar op 30 maart 2013 maakte ze bekend na één seizoen te vertrekken bij Team Liga.
Met ingang van seizoen 2013/2014 begeleidde ze de Nederlandse dames Manon Kamminga en Anice Das en op 19 juni 2015 werd bekend dat Jan Blokhuijsen samen met Hill was overgestapt naar Team Stressless. Voor seizoen 2016/2017 staat ze onder meer de allroundvrouwen Marije Joling en Carlijn Achtereekte en sprintmannen Michel Mulder, Jesper Hospes en Daniel Greig bij in een nieuwe ploeg, Team Victorie.

## Persoonlijk
Hill is sinds 25 juni 2016 getrouwd met Hilde Kluiver en woont in Nijeholtwolde.